# سانتا مارتا (کلمبیا)
سانتامارتا شهر و بندری در شمال غربی کلمبیا و در ساحل دریای کاراییب است.